# Cantón de Sainte-Livrade-sur-Lot
El cantón de Sainte-Livrade-sur-Lot era una división administrativa francesa, que estaba situada en el departamento de Lot y Garona y la región de Aquitania.

## Composición
El cantón estaba formado por cuatro comunas:
- Allez-et-Cazeneuve
- Dolmayrac
- Le Temple-sur-Lot
- Sainte-Livrade-sur-Lot

## Supresión del cantón de Sainte-Livrade-sur-Lot
En aplicación del Decreto n.º 2014-257 de 26 de febrero de 2014, el cantón de Sainte-Livrade-sur-Lot fue suprimido el 22 de marzo de 2015 y sus 4 comunas pasaron a formar parte del nuevo cantón de Le Livradais.